# Blyths klauwiertimalia
Blyths klauwiertimalia (Pteruthius aeralatus) is een soort zangvogel uit het geslacht  Pteruthius. De vogel werd in 1855 door de in Brits-Indië werkzame Engelse vogelkundige Edward Blyth geldig beschreven. De vogel behoort tot familie vireo's (Vireonidae); het is geen timalia maar een verwant van voornamelijk in de Nieuwe Wereld voorkomende zangvogels.

## Kenmerken
De vogel is gemiddeld 14 cm lang. Het mannetje is contrastrijk gekleurd met zwarte slagpennen en een grijze mantel. De kop is zwart met een witte wenkbrauwstreep die ver door het zwart naar achter loopt. De staart is zwart en de buik, borst en keel zijn wit. Op de vleugel is een kastanjebruine vlek. Het vrouwtje is minder contrastrijk. Ze is wit van onder met een roze waas en lichtgrijs tot olijfkleurig van boven.

## Verspreiding en leefgebied
Blyths klauwiertimalia is een vogel van half open altijd groenblijvende bossen tussen de 300 en 3100 m boven de zeespiegel. Er zijn acht ondersoorten:
- P. a. aeralatus  (Oost-Myanmar en West-Thailand).
- P. a. annamensis Hooglanden van Đà Lạt in Vietnam (Dalatklauwiertimalia).
- P. a. cameranoi  (Schiereiland Malakka en Sumatra).
- P. a. ricketti  (Noordoost-Myanmar tot Zuidoost-China en het midden van Indochina).
- P. a. ripleyi  in westen van het Himalayagebied tot in Midden-Nepal (Himalajaklauwiertimalia).
- P. a. robinsoni  (Borneo)
- P. a. schauenseei  (Zuid-Thailand)
- P. a. validirostris  (Noord-Pakistan tot aan het westen van Myanmar)

## Status
BirdLife International geeft de soort de status niet bedreigd op de Rode Lijst van de IUCN.